# 布兰登·詹宁斯
布兰登·拜伦·詹宁斯（1989年9月23日—）為美国男子篮球运动员，綽號「翼手龍」（The Pterodactyl），拥有出色控球能力。官方身高1米85，体重77.1千克，2009年6月26日被密尔沃基雄鹿在第十顺位选中，在球场上担当控球后卫。
布兰登·詹宁斯在高中时是闻名全美的高中篮球明星，在高四年级场均得到32.7分和7.4个助攻，并赢得了这一年所有主要的年度最佳高中球员奖项，他亦為2008年的全美第一高中生。从橡树山高中高中毕业后，布兰登·詹宁斯并没有进入大学，参加NCAA篮球联赛，而是与意大利的罗马队签约，前往意大利参加职业篮球联赛。开辟了绕过NBA自2006年开始实行的高中生必须年满19岁而且在大学待满一年才能参加NBA选秀新规定，不打大学联赛就直接参加选秀的一条新道路。

## 早期生涯

### 家庭亲属
布兰登·詹宁斯是艾莉斯·诺科斯(Alice Knox)和拜伦·詹宁斯(Byran Jennings)的孩子。他还有个同母异父的弟弟泰伦斯·菲利普斯(Terrence Phillips)。

### 高中时代
布兰登·詹宁斯高一开始在位于加利福尼亚州洛杉矶地区的康普顿多明戈斯高中打球，高三前他转学去了位于弗吉尼亚州威尔逊口的橡树山高中。他在高四学年，詹宁斯场均得到35.5分，6.8次助攻和3.2次抢断，全赛季得到1312分，创下橡树山高中历史单赛季得分新记录。
2008年参加麦当劳全美高中明星赛，得到12分和9次助攻，在乔丹全明星表演赛上，詹宁斯得到10分和创赛会纪录的14次助攻，与泰瑞克·埃文斯共同被评为MVP。

### 罗马队
2008年7月16日，布兰登·詹宁斯与意大利联赛的罗马队签约。合同价值165万美元(税后保障)。之后，运动用品生产商Under Armour与詹宁斯签订一笔价值200万美元的合同。詹宁斯也是NBA年龄限制令实施后第一位没有参加大学直接加盟欧洲联赛的美国球员。
在为罗马队打的27场意大利联赛的比赛里，詹宁斯场均出战17分钟，得到5.5分，1.6个篮板和2.2次助攻还有1.5次抢断，命中率47.2%，三分球命中率27.3%。参加16场欧洲篮球联赛，场均出战19.6分钟，得到7.6分，1.6个篮板，1.6次助攻，1.2次抢断，命中率45.7%，三分球命中率26.8%，罚球命中率为77.4%。

## NBA生涯

### NBA选秀
2009年6月26日，在纽约麦迪逊广场花园举行的2009年NBA选秀大会上，布兰登·詹宁斯被密尔沃基雄鹿队在首轮第十位选中。

### 2009-2010赛季

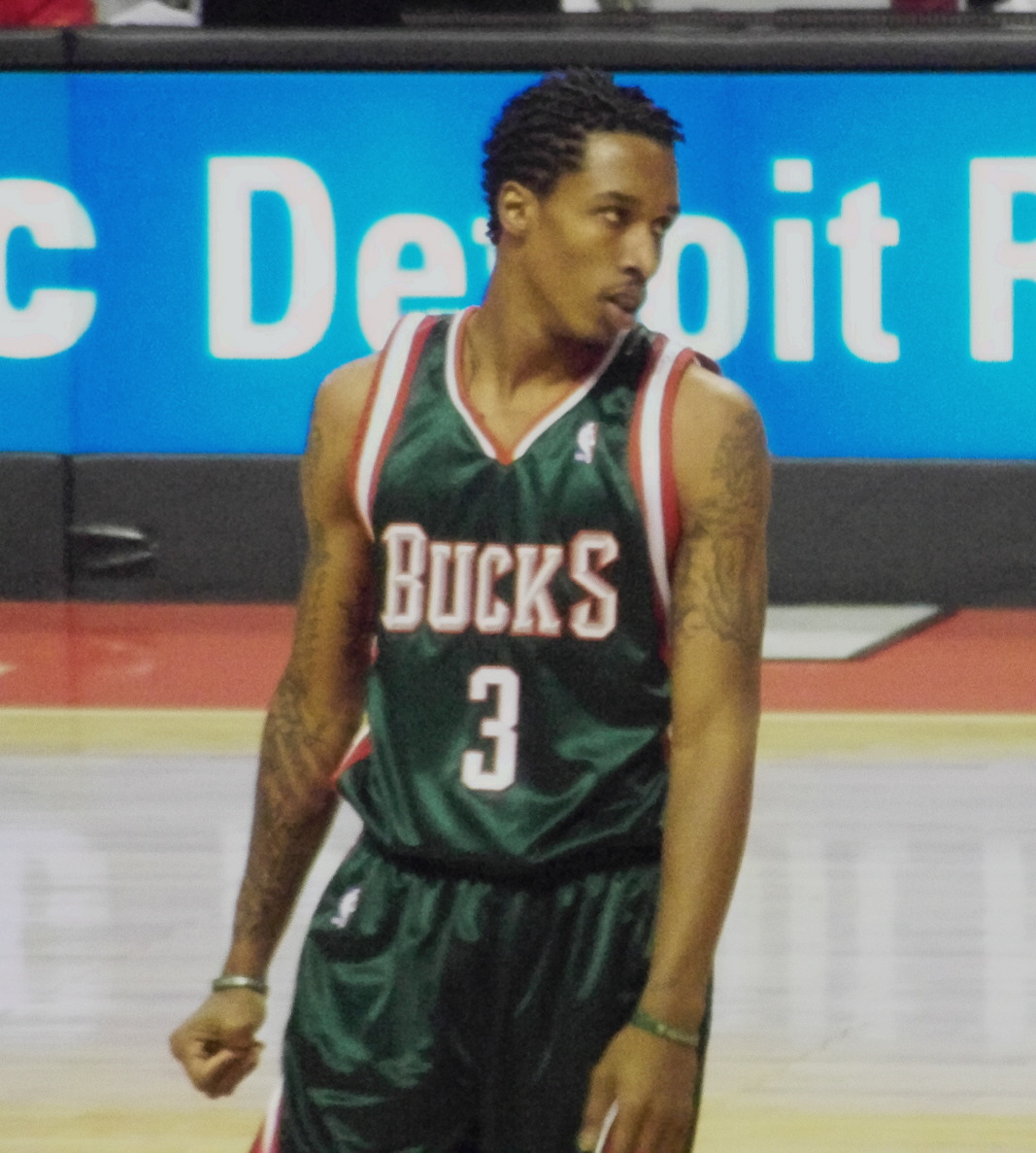
詹宁斯在一场对 底特律活塞队的比赛中

在密尔沃基雄鹿队，布兰登·詹宁斯身穿3号球衣，被主教练斯科特·斯凯尔斯安排出任首发控球后卫。在2009年10月30日他职业生涯第一场比赛，客场对阵费城76人队的比赛中，取得17分，9个篮板和9次助攻的“准三双”的成绩。在随后第二场比赛，亦是其首次主场作战，对阵底特律活塞队的比赛中，詹宁斯在第三节得到16分，全场得到24分，帮助雄鹿队96-85战胜对手，取得自己职业生涯首场胜利。
在2009年11月14日，布兰登·詹宁斯在自己第7场比赛，主场对阵金州勇士队的比赛中，在第一节一分未得的情况下，第二节得到10分，第三节得到29分，第四节得到16分，全场34投21中，其中三分球8投7中，拿下55分5次助攻5个篮板，帮助雄鹿队以129-125战胜金州勇士队。詹宁斯在这场比赛中的惊人表现打破了四项NBA历史纪录：其中第三节29分的单节得分创造了新秀单节得分历史纪录；55分的全场得分创造了新的雄鹿队史新秀单场最高得分纪录，此前的保持者是阿卜杜尔·贾巴尔，他在1970年2月21日得到51分；他在这场比赛中以20岁零52天打破此前由勒布朗·詹姆斯保持的20岁零80天最年轻得到50分以上球员的纪录；这场比赛是他第7场比赛，这也创造了新的最少场次取得至少55分的纪录，此前纪录是威尔特·张伯伦保持的，他在他第8场比赛得到了55分。此外，他的55分还使他成为自1968年2月13日厄尔·门罗在他的新秀赛季的一场比赛中得到56分以来41年里，新秀单场得分最多的人；詹宁斯的55分在历史新秀得分排名上也仅次于威尔特·张伯伦的两次58分，里克·巴里的57分，厄尔·门罗的56分；詹宁斯的55分在雄鹿历史个人单场得分上仅次于迈克尔·里德在2006年11月11日得到的57分；55分也是NBA2009-2010赛季常规赛得分新高。

附表1：NBA历史得到至少50分最年轻球员纪录
| 排名 | 球员          | 年龄        | 所在球队 | 时间           | 得分 |
| ---- | ------------- | ----------- | -------- | -------------- | ---- |
| 1    | 布兰登·詹宁斯 | 20岁零52天  | 雄鹿     | 2009年11月14日 | 55   |
| 2    | 勒布朗·詹姆斯 | 20岁零80天  | 骑士     | 2005年3月20日  | 56   |
| 3    | 勒布朗·詹姆斯 | 20岁零345天 | 骑士     | 2005年12月10日 | 52   |
| 4    | 勒布朗·詹姆斯 | 21岁零22天  | 骑士     | 2006年1月21日  | 51   |
| 5    | 阿伦·艾弗森   | 21岁零309天 | 76人     | 1997年4月12日  | 50   |
| 6    | 贾马尔·马什本 | 21岁零348天 | 小牛     | 1994年11月12日 | 50   |

附表2：NBA历史新秀单场得分纪录
| 新秀            | 得分 | 时间       |
| --------------- | ---- | ---------- |
| 威尔特·张伯伦   | 58   | 1960年2月  |
| 威尔特·张伯伦   | 58   | 1960年1月  |
| 里克·巴里       | 57   | 1965年12月 |
| 厄尔·门罗       | 56   | 1968年2月  |
| '布兰登·詹宁斯' | 55   | 2009年11月 |
| 威尔特·张伯伦   | 55   | 1959年11月 |
| 埃尔金·贝勒     | 55   | 1959年2月  |

在詹宁斯得到55分比赛之后，他凭借该周(2009-2010赛季第三周)场均43.5分，4.5个篮板，7次助攻，投篮命中率60.4%，三分球命中率超过90%的表现当选NBA官方评选的每周最佳球员(东部)。

### 转隊活塞
2013年，在与雄鹿队的新秀合同结束后，雄鹿和詹宁斯都表现出不愿意再度合作的意愿，詹宁斯希望获得一份年薪千万以上的合同却无人问津。无奈之下，他与雄鹿签订一份3年2400万美元的合同，随后被交换到底特律活塞以换取布兰登·奈特、米德尔顿和克拉夫佐夫。在活塞队由于3号被罗德尼·斯塔基使用，詹宁斯只能改穿7号。

### 奧蘭多魔術
幾乎是交易截止日「218大限」前第一筆交易出爐，奧蘭多魔術17日凌晨驚傳送出前鋒Tobias Harris，向底特律活塞換來Brandon Jennings與Ersan Ilyasova。

### 紐約尼克
2016-17賽季，詹宁斯加盟紐約尼克隊，主要擔任德里克·罗斯的替補。然而，本季尼克隊的表現卻不如預期，尼克最終選擇裁掉詹宁斯，簽下後衛Chasson Randle。

### 華盛頓巫師
2017年3月1日，巫師隊簽下詹宁斯，裁掉 Danuel House。

### 山西猛龙
2017年8月2日，中国男子篮球职业联赛山西猛龙宣布詹宁斯加盟事宜，據媒體報導双方达成的是一份为期1年，总价值220万美元的合同。12月9日，詹宁斯被威利·沃倫取代，詹宁斯總計出賽13場，場均表現為28.1分、6.7助攻。

### 重返公鹿隊
2018年2月13，密爾瓦基公鹿在發展聯盟的附屬球隊威斯康辛鹿群正式簽下詹寧斯。3月10日，詹寧斯與公鹿簽訂十天短約，並在首度出賽就繳出16分、12助攻、8籃板的表現。

## NBA數據

### 例行賽
| 賽季    | 球隊         | GP  | GS  | MPG  | FG%  | 3P%  | FT%  | RPG | APG | SPG | BPG | PPG  |
| ------- | ------------ | --- | --- | ---- | ---- | ---- | ---- | --- | --- | --- | --- | ---- |
| 2009–10 | 密爾瓦基公鹿 | 82  | 82  | 32.6 | .371 | .374 | .817 | 3.4 | 5.7 | 1.3 | .2  | 15.5 |
| 2010–11 | 密爾瓦基公鹿 | 63  | 61  | 34.4 | .390 | .323 | .809 | 3.7 | 4.8 | 1.5 | .3  | 16.2 |
| 2011–12 | 密爾瓦基公鹿 | 66  | 66  | 35.3 | .418 | .332 | .808 | 3.4 | 5.5 | 1.6 | .3  | 19.1 |
| 2012–13 | 密爾瓦基公鹿 | 80  | 80  | 36.2 | .399 | .375 | .819 | 3.1 | 6.5 | 1.6 | .1  | 17.5 |
| 2013–14 | 底特律活塞   | 80  | 79  | 34.1 | .373 | .337 | .751 | 3.1 | 7.6 | 1.3 | .1  | 15.5 |
| 2014–15 | 底特律活塞   | 41  | 41  | 28.6 | .401 | .360 | .839 | 2.5 | 6.6 | 1.1 | .1  | 15.4 |
| 2015–16 | 底特律活塞   | 23  | 1   | 18.1 | .373 | .312 | .711 | 2.0 | 3.0 | .5  | .1  | 6.8  |
| 2015–16 | 奧蘭多魔術   | 25  | 6   | 18.1 | .366 | .346 | .750 | 2.0 | 4.0 | .7  | .2  | 7.0  |
| 2016–17 | 纽约尼克斯   | 58  | 11  | 24.6 | .380 | .340 | .756 | 2.6 | 4.9 | .9  | .1  | 8.6  |
| 2016–17 | 華盛頓巫師   | 23  | 2   | 16.3 | .274 | .212 | .706 | 1.9 | 4.7 | .7  | .0  | 3.5  |
| 生涯    | 生涯         | 541 | 429 | 30.8 | .388 | .346 | .795 | 3.0 | 5.7 | 1.2 | .2  | 14.3 |

### 季後賽
| 賽季 | 球隊         | GP | GS | MPG  | FG%  | 3P%  | FT%  | RPG | APG | SPG | BPG | PPG  |
| ---- | ------------ | -- | -- | ---- | ---- | ---- | ---- | --- | --- | --- | --- | ---- |
| 2010 | 密爾瓦基公鹿 | 7  | 7  | 35.6 | .408 | .293 | .808 | 3.0 | 3.6 | 1.1 | .6  | 18.7 |
| 2013 | 密爾瓦基公鹿 | 4  | 4  | 33.3 | .298 | .214 | .722 | 2.3 | 4.0 | 2.3 | .3  | 13.3 |
| 2017 | 華盛頓巫師   | 13 | 0  | 13.7 | .378 | .154 | .875 | 1.5 | 1.8 | .2  | .0  | 2.8  |
| 生涯 |              | 24 | 11 | 23.3 | .374 | .244 | .788 | 2.0 | 2.7 | 0.8 | 0.2 | 9.2  |

## 荣誉
- Les Schwab邀请赛MVP(2006年)
- Elite 24 Hoops Classic MVP(2007年)
- 奈史密斯年度最佳高中球员(2008年)
- 2007-2008年度佳得乐最佳球员(2008年)
- EA Sports全美最佳高中球员(2008年)
- Parade杂志年度全美最佳高中球员(2008年)
- NBA2009-2010赛季第三周东部最佳球员(2009年)